# Godfried Withofs
Godfried Withofs também conhecido como Joseph Withofs (1875-1959) foi um religioso e artista plástico belga reconhecido por suas obras, especialmente aquelas desenhadas madeira para a ornamentação de igrejas, tais como estalas do coro, confessionários, oratórios, castiçais, altares, imagens de santos, estantes e toda a mobília do seminário, além de quadros da Via Sacra.

## Biografia

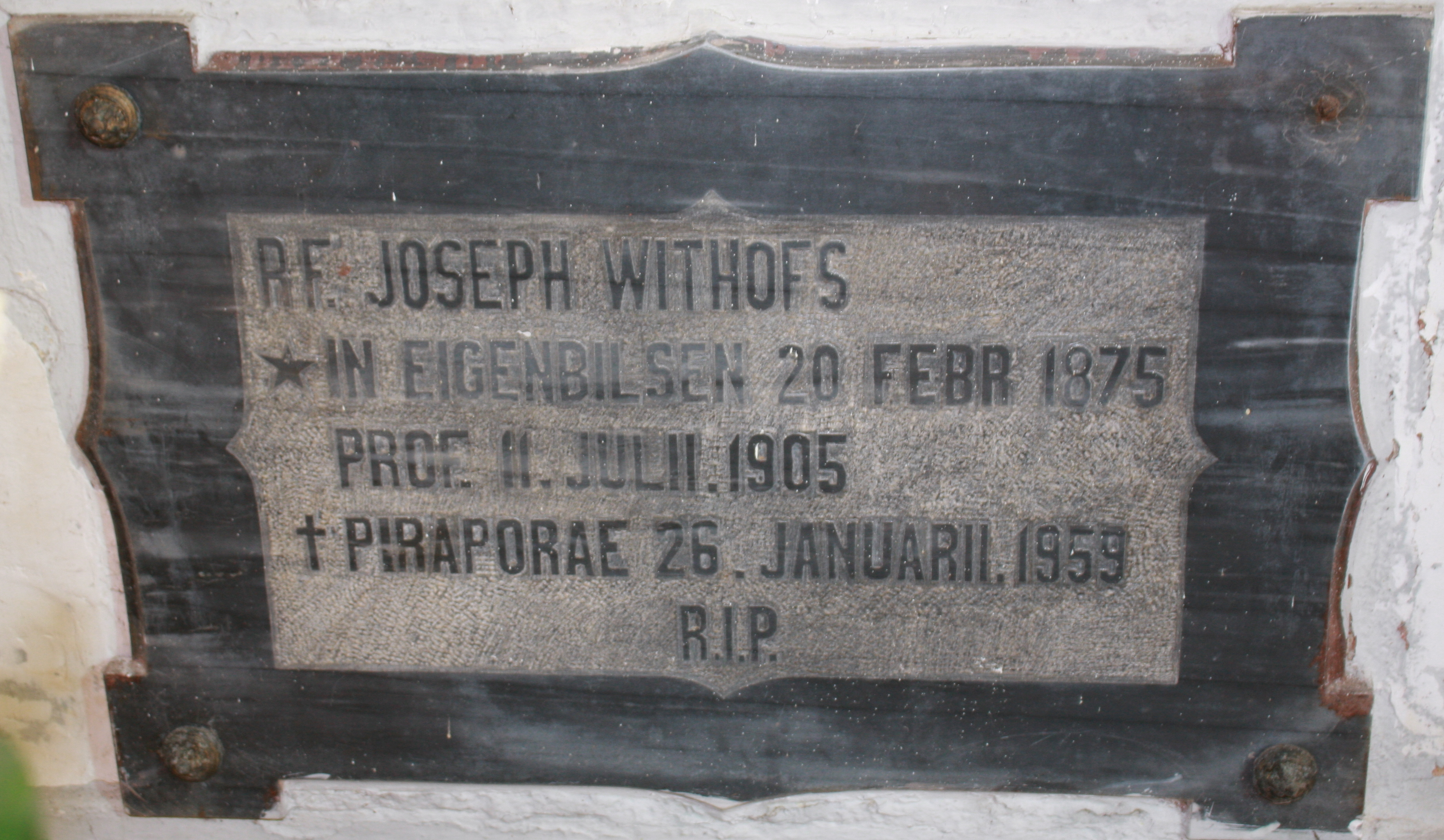
Lápide tumular de Joseph Withofs.

Godfried Withofs nasceu no dia 20 de fevereiro de 1875 em Eigenbilzen na província de Limburgo.
Em 8 de maio de 1904 ele entrou para a Abadia de Averbode e em 20 de setembro de 1904, partiu para o Brasil como missionário indo para o Seminário Premonstratense em Pirapora do Bom Jesus. Ele fez seus votos em 11 de julho de 1905.
Morreu no dia 26 de janeiro de 1959 na cidade de Pirapora do Bom Jesus e está sepultado no Seminário aonde criou a maioria de suas obras .